# Gottfried Wilhelm Stüler
Gottfried Wilhelm Stüler (* 3. Juli 1798 in Mühlhausen (Thüringen); † 16. April 1838 in Berlin) war ein deutscher Mediziner und Homöopath. Als Fürstlich Hohenzollernscher Medizinalrat arbeitete er als Leibarzt von 1824 bis 1826 am Hofe von Hohenzollern-Hechingen. Er ist ein älterer Bruder des Architekten und preußischen Hofbauinspektors Friedrich August Stüler (1800–1865).

## Leben
Sein Vater Johann Gottfried Stüler († 6. Januar 1820) war in Mühlhausen Rektor und Prediger von Beruf.
Gottfried Wilhelm Stüler studierte in Jena Heilkunde. Während seines Studiums wurde er Mitglied der Urburschenschaft. 1818 wechselte er an die Universität Berlin zum weiteren Studium. 1820 arbeitete er als Assistent an der königlichen Entbindungsanstalt in Berlin. 1823 promovierte er in Halle und legte 1824 sein Staatsexamen in Berlin ab. Danach erhielt er eine Anstellung als Leibarzt beim regierenden Fürsten Friedrich Wilhelm II. Constantin Fürst zu Hohenzollern-Hechingen. Als Fürstlich Hohenzollernscher Medizinalrat arbeitete er bis 1826 am Hofe in Hechingen und in Naumburg. Hier machte er sich mit den Schriften von Samuel Hahnemann (1755–1843) zur Homöopathie und deren Heilmethoden bekannt.
1827 kehrte er mit seiner Gattin Philippine Stüler, geborene von Mieg (1784–1862) zurück nach Berlin. Hier führte er eine Arztpraxis und widmete sich weiter der Homöopathieforschung.

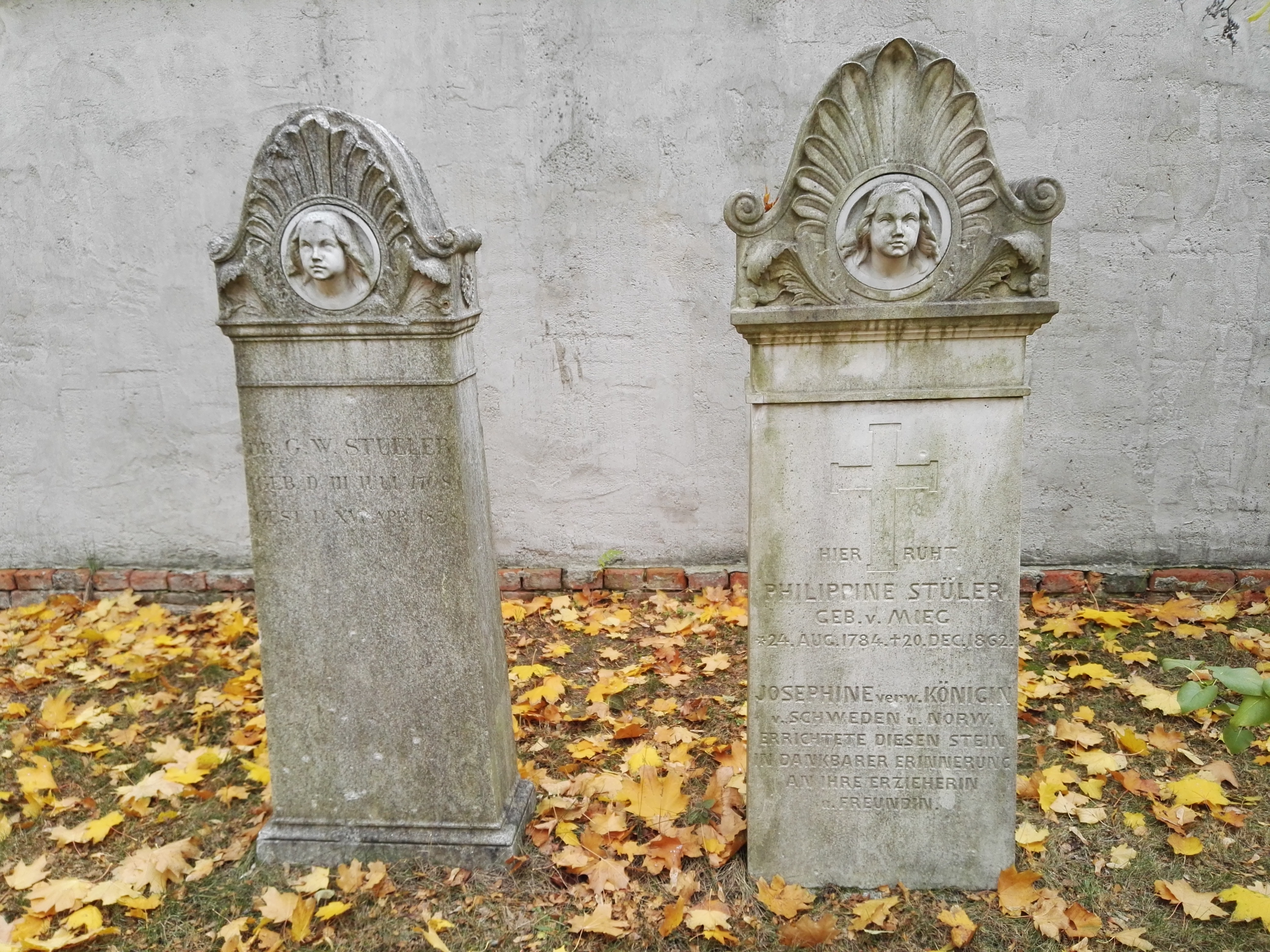
Grabstätte der Eheleute Stüler

Der schon seit seiner Jugend kränkliche Stüler verstarb nach langer Krankheit im April 1838. Die Grabstätten der Eheleute Stüler befinden sich auf dem Dorotheenstädtischen Friedhof im Berliner Bezirk Mitte.

## Werke
- Die Homöopathie und die homöopathische Apotheke in ihrer wahren Bedeutung dargestellt, Enslin'sche Buchhandlung, Berlin, 1834 (Online bei Google Book Search).